# فريق برتلينج النفاث
يعد فريق برتلينج النفاث، (بالإنجليزية: Breitling Jet Team)‏. أكبر فريق عرض للألعاب الجوية في أوروبا. مقرها في ديجون ، فرنسا ، وهي تطير سبع طائرات آيرو إل-39 ألباتروس التشيكية.

## الفريق
يحلق الفريق في عرض يستمر من 18 إلى 20 دقيقة يتضمن تحليق تشكيلات، وتمريرات معارضة، وروتين منفرد، ومناورات متزامنة. يقدم الفريق عروضه في جميع أنحاء أوروبا والشرق الأوسط ، مع العديد من المشاركات في السنة، بما في ذلك عروض الطيران الدولية وأحداث الشركات التجارية.